# Maurice Sauvé (ancien combattant)
Pour les articles homonymes, voir Maurice Sauvé (homonymie) et Sauvé.
Maurice Sauvé, né le 31 juillet 1924 à Pont-de-Metz et mort le 7 juin 2007 à Niort, est un ancien combattant de l'Armée française de la Libération de la Seconde Guerre mondiale et opérateur-radio du 2e RCP (4th SAS).

## Biographie

### Seconde Guerre Mondiale
En mars 1942, alors âgé de seulement 17 ans, il part d'Amiens et parvient à se faire engager dans l'Armée de l'air pour 4 ans. Il est affecté au Groupe de Chasse I/5 à la base aérienne de Rabat où il entre en contact avec un groupe lié à Combat. À la suite de l'opération Torch, il est rapatrié à l'Etat-Major d'Alger puis rejoint l'école des Transmissions à Larbaâ (Blida) pour devenir opérateur-radio. 
Ayant pour volonté de rejoindre la France Libre, il déserte en compagnie de son camarade Georges Lalisse et rejoint Rouïba où il parvient à embarquer clandestinement sur le RMS Samaria en se mêlant aux hommes du 3e BIA qui partent pour le Royaume-Uni. Il est découvert et arrêté à bord en compagnie d'une dizaine d'autres de passagers clandestins et passent le reste du trajet dans la prison du navire. Débarqué à Liverpool le 7 novembre 1943 il part pour Londres où il est longuement interrogé avant de pouvoir finalement s'engager le 30 novembre 1943 dans les Forces aériennes françaises libres, au sein du 2e RCP intégré au 4e SAS de l'armée britannique. Il poursuit un entrainement intensif à la base militaire d'Auchinleck et passe son brevet de parachutisme à la base aérienne de Ringway le 7 mars 1944.
Le 5 juin 1944, il fait partie du stick du lieutenant Pierre Marienne qui saute aux alentours de Plumelec dans le cadre de l'Opération Dingson. Il assiste à l'exécution d'Émile Bouétard premier soldat allié mort du débarquement. Il est capturé par l'armée allemande et arrive au Stalag IV-B le 5 aout 1944. Il est libéré le 23 avril par l'Armée rouge. 
A son retour en France, il est jugé par le tribunal militaire permanent de la 4ème région à Angers pour son inculpation par l'armée d'armistice de Vichy de « désertion à l'intérieur en temps de guerre avec emport d'effets » commise le 29 octobre 1943 en Algérie. Il est acquitté le 7 décembre 1945.

### Après-guerre
Il crée en 1953 l'entreprise d'électricité Adam-Sauvé et la dirige jusqu'à sa fermeture en 1984.
Parallèlement, il fonde en 1954 le parachute-club des Deux-Sèvres dont il assure la présidence jusqu'en 1972. Afin de financer les activités de l'association, il s'associe avec Roland Hubert pour organiser des « Galas des Étoiles » dans la salle de l'Olympia de Niort où se produisent entre 1959 et 1972 de nombreuses stars de l'époque dont Guy Béart, Jacques Brel, Dalida et Salvatore Adamo.